# Consorzio della bonifica Burana
Il Consorzio della bonifica Burana è un consorzio di bonifica con sede a Modena e che si occupa della gestione delle acque dei bacini idrografici del canale di Burana, del Po di Volano e del fiume Panaro.

## Storia

### Origini
Le prime opere di bonificazione della terre paludose della bassa pianura modenese e ferrarese risalgono all'epoca romana, quando vennero realizzate le prime opere idrauliche tramite la cosiddetta centuriazione, ovvero la suddivisione del territorio in un reticolo ortogonale lungo la pendenza naturale del terreno.
A seguito della caduta dell'impero romano (II secolo d.C.) e alle invasioni barbariche, il territorio venne abbandonato fino a ritornare ad una palude incolta. In seguito i monaci dell'Abbazia di Nonantola ripresero l'opera di bonifica e disboscamento delle terre, che fecero rinascere l'agricoltura e l'economia della pianura emiliana centrale, contribuendo altresì alla salubrità della popolazione, flagellata dalla malaria. Vennero realizzati canali, fossi di scolo e bacini per l'allevamento del pesce d'acqua dolce. Oltre che per l'agricoltura, i canali erano utilizzati anche da mulini e frantoi e come vie di comunicazione, tramite imbarcazioni e chiatte.
In epoca medievale vennero realizzati il canale di San Pietro a Vignola e il canal Torbido a Savignano sul Panaro, al fine di deviare le acque del fiume Panaro. Nei pressi di Castelfranco Emilia fu costruito il canale di San Giovanni, per raccogliere le acque risorgive dell'antico fiume Gallego (fluvius Gallorum). Nel XV secolo il duca Borso d'Este e il signore Giovanni II Bentivoglio si accordarono per scavare il Cavamento Foscaglia (oggi chiamato "canale delle acque alte") alla destra del fiume Panaro. Risale al XVI secolo la realizzazione del canale di Burana nelle terre di confine di Ferrara, Mantova e Modena che da sempre costituiscono un punto critico dello scolo delle acque della bassa pianura.
Inizialmente la costruzione e manutenzione di tutte queste opere idrauliche erano realizzate, salvo sporadiche forme di autonomia concesse ad alcuni proprietari terrieri, direttamente dai governi dei rispettivi territori, tramite il lavoro obbligatorio dei propri sudditi. Tuttavia nel XVII secolo, guerre, carestie ed epidemie decimarono la popolazione,  cosicché divenne molto più difficoltoso provvedere anche solo alla manutenzione pubblica di canali e scoli. Per tale motivo, soprattutto nel bolognese, i proprietari terrieri iniziarono ad associarsi ed organizzarsi in consorzi (chiamati "Assunterie") al fine di provvedere al miglioramento fondiario comune, con la suddivisione delle spese in quote.

### Epoca napoleonica

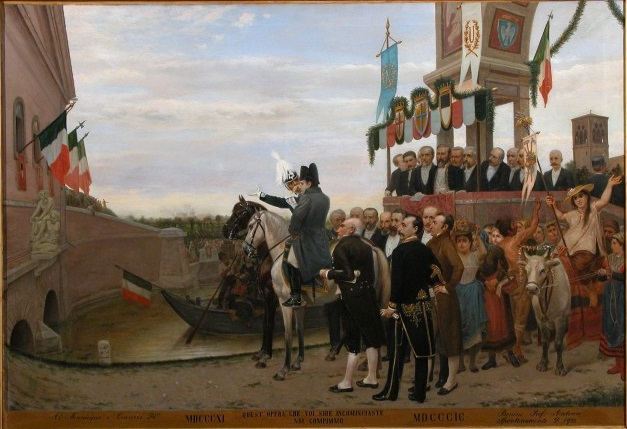
Antonio Benini, Allegorica inaugurazione della Bonifica di Burana (Pinacoteca civica "Galileo Cattabriga", Bondeno)

Napoleone riconobbe l'importanza del sistema delle opere di bonifica realizzate e il 6 maggio 1806 emanò un decreto reale per dichiarare il pubblico interesse delle opere idrauliche realizzate su fiumi e torrenti arginati, lasciando privata la manutenzione degli scoli minori.
Dopo l'istituzione dei Circondari e dei Magistrati alle Acque, nel 1810 il governo napoleonico iniziò la risistemazione idraulica della bassa ferrarese, commissionando in particolare la costruzione di una botte sifone (chiamata appunto botte napoleonica) che consentisse alle acque del canale Burana di superare il Panaro, passandogli sotto, e di raggiungere così direttamente il mar Adriatico, attraverso il Po di Volano.Negli anni ottanta la Botte Napoleonica è stata sottoposta ad un importante restauro, che ne ha salvaguardato l'integrità e la funzione.
Nel 1811 venne realizzata una grande valvola (chiavica) per evitare il reflusso delle acque del Cavamento Foscaglia. Dopo la caduta di Napoleone, si dovette aspettare fino a dopo l'unità d'Italia con l'approvazione della cosiddetta "Legge Baccarini" (Legge n. 869/1882) per vedere la ripresa delle opere idrauliche. Risale a questo periodo l'avvio della progettazione per separare le acque dell'alta pianura da quelle di bassa pianura.

### Età contemporanea
A seguito dell'emanazione dei primi testi unici sulle opere di bonifica (Regio Decreto n.368/1904) venne creato il consorzio di bonifica, dipendente dal Ministero dei lavori pubblici, che da allora iniziò a realizzare importanti opere idrauliche, come la chiavica Follo a Bondeno (1930), la chiavica Nuova di derivazione a Po e la chiavica Quattro Case (1927) a Stellata di Bondeno. Nel 1964 sono stati eseguiti importanti lavori per deviare il corso del Cavo Napoleonico verso l'argine destro del fiume Po (1964) e, due anni dopo, L'apertura dell'argine stesso (1966).
Negli anni 1970 la gestione venne trasferita alla Regione Emilia-Romagna, che con legge regionale n. 42/1984 istituì il Consorzio della bonifica Burana‐Leo‐Scoltenna‐Panaro (a Modena) e il Consorzio della bonifica Reno‐Palata (a Bologna). Dal 1º ottobre 2009, il riorganizzato Consorzio della bonifica Burana riunisce nel proprio comprensorio anche la parte del precedente Consorzio Reno‐Palata (ora Consorzio della Bonifica Renana) compresa tra il torrente Samoggia ed il fiume Panaro.
Il terremoto dell'Emilia del 2012 ha provocato gravi danni al patrimonio (idrovore, magazzini, abitazioni dei custodi e arini) del consorzio della bonifica burana, stimabili in 41.560.000 euro.
In occasione dell'alluvione del modenese del 2014, il 19 gennaio 2014 è avvenuta in località San Matteo di Modena una grande rottura dell'argine destro del fiume Secchia, che ha gravemente inondato con circa 9 milioni di metri cubi d'acqua tutti i terreni dalla periferia nord di Modena fino alla Strada Provinciale n.5 Cavezzo-Camposanto (per un totale di circa 10.000 ettari allagati) e sono state poi raccolte nel canale diversivo di Burana.

## Territorio
Il Consorzio della bonifica Burana gestisce un territorio esteso per 242.521 ettari, dal versante settentrionale dell'Appennino tosco-emiliano fino all'Oltrepò mantovano, per un totale di 161.525 consorziati al dicembre 2015.
| Regione        | Provincia | Comuni |
| -------------- | --------- | --- |
| Lombardia      | Mantova   | Borgofranco sul Po, Carbonara di Po, Magnacavallo, Poggio Rusco, Quistello, San Giacomo delle Segnate, San Giovanni del Dosso, Sermide e Felonica |
| Emilia-Romagna | Bologna   | Anzola dell'Emilia, Castel d'Aiano, Crevalcore, Lizzano in Belvedere, San Giovanni in Persiceto, Sant'Agata Bolognese, Valsamoggia |
| Emilia-Romagna | Ferrara   | Bondeno |
| Emilia-Romagna | Modena    | Bastiglia, Bomporto, Camposanto, Castelfranco Emilia, Castelnuovo Rangone, Cavezzo, Castelvetro di Modena, Concordia sulla Secchia, Fanano, Finale Emilia, Fiorano Modenese, Fiumalbo, Formigine, Guiglia, Lama Mocogno, Maranello, Marano sul Panaro, Medolla, Mirandola, Modena (parte), Montecreto, Montese, Nonantola, Pavullo nel Frignano, Pievepelago, Ravarino, Riolunato, San Cesario sul Panaro, San Felice sul Panaro, San Possidonio, San Prospero, Savignano sul Panaro, Serramazzoni, Sestola, Spilamberto, Vignola, Zocca |
| Toscana        | Pistoia   | Abetone Cutigliano |